# Ruth Davidson

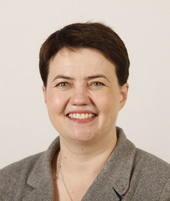
Ruth Davidson

Ruth Davidson, Baroness Davidson of Lundin Links PC (* 10. November 1978 in Edinburgh) ist eine schottische Journalistin und Politikerin der Conservative Party. Vom 4. November 2011 bis zum 29. August 2019 war sie Vorsitzende der schottischen Sektion ihrer Partei.

## Leben
Nach ihrer Schulzeit studierte Davidson an der University of Edinburgh und der University of Glasgow. Danach war sie einige Jahre als Lehrerin tätig. Nach ihrer Tätigkeit als Lehrerin begann sie als Dokumentarfilmerin und Journalistin für den britischen Fernsehsender BBC zu arbeiten und engagierte sich politisch. Davidson wurde Mitglied der Conservative Party („Tories“).
Als Nachfolgerin von Bill Aitken gelang Davidson im Mai 2011 der Einzug in das Schottische Parlament als Listenkandidatin für die Wahlregion Glasgow. Im November 2011 wurde sie als Nachfolgerin von Annabelle Goldie zur Vorsitzenden der Scottish Conservative Party gewählt.
Bei der Parlamentswahl in Schottland am 5. Mai 2016 erreichten die Konservativen unter ihrer Führung mit 22,9 % der Stimmen ihr bestes Ergebnis bei allen bisherigen schottischen Parlamentswahlen und wurden zweitstärkste Partei, noch vor der Scottish Labour Party.
Aufgrund von Meinungsdifferenzen mit dem neuen Premierminister und Anführer der Konservativen, Boris Johnson, erklärte sie am 29. August 2019 ihren Rücktritt vom Vorsitz der schottischen Konservativen.
Mit ihrer Lebenspartnerin lebt sie im Glasgower Stadtteil Partick. Nach einer künstlichen Befruchtung wurde Davidson schwanger und brachte am 26. Oktober 2018 ihren Sohn Finn Paul zur Welt.
Am 16. Juli 2021 wurde Davidson als Baroness Davidson of Lundin Links, of Lundin Links in the County of Fife, zur Life Peeress erhoben und ist dadurch seither Mitglied des House of Lords.

## Politische Positionen
Ruth Davidson wird dem liberalen und zentristischen Flügel der Conservative Party zugeordnet. Sie unterstützt LGBT-Rechte und forderte unter anderem Nordirland auf, die gleichgeschlechtliche Ehe einzuführen.
Davidson ist Einwanderung gegenüber aufgeschlossen und teilte auf einer Parteikonferenz der Conservative Party mit, dass sich Einwanderer in Großbritannien willkommen fühlen sollten. Sie mahnte ihrer Partei an, internationalistisch zu sein und warnte vor einem Rechtsruck der Konservativen.
Vor dem Referendum über den Verbleib des Vereinigten Königreichs in der Europäischen Union, auch Brexit-Volksabstimmung genannt, setzte sie sich gegen einen Brexit ein. Ihr Auftritt in einer Fernsehdebatte am Abend vor dem Tag der Abstimmung gilt als erster großer Auftritt auf nationaler Ebene.
Beim Referendum stimmte das Vereinigte Königreich knapp für den Austritt aus der Europäischen Union, während in Schottland rund 62 % der Wähler für den Verbleib in der EU stimmten. Als die Erste Ministerin Schottlands, Nicola Sturgeon, daraufhin ein erneutes Unabhängigkeitsreferendum in Aussicht stellte, äußerte sich Davidson demgegenüber skeptisch. Stattdessen forderte sie die schottische und die britische Regierung auf, zusammenzuarbeiten und Stabilität an erste Stelle zu setzen. Sie erklärte sich bereit, eine gerichtliche Anfechtung vor dem Supreme Court auf der Grundlage der Abstimmung des schottischen Parlaments zu unterstützen, um die von ihr geltend gemachten Befugnisse gegenüber dem Brexit zu schützen. Sie behauptete, dass es wichtig sei, rechtliche Schritte einzuleiten, um die komplexe Situation vor Gericht zu überprüfen. Davidson kündigte Widerstand gegen einen harten Brexit an.
Sie unterstützt die schottische Videospielbranche und lehnt den Vorschlag ab, der Branche Steuervergünstigungen zu verweigern.